# Rometta

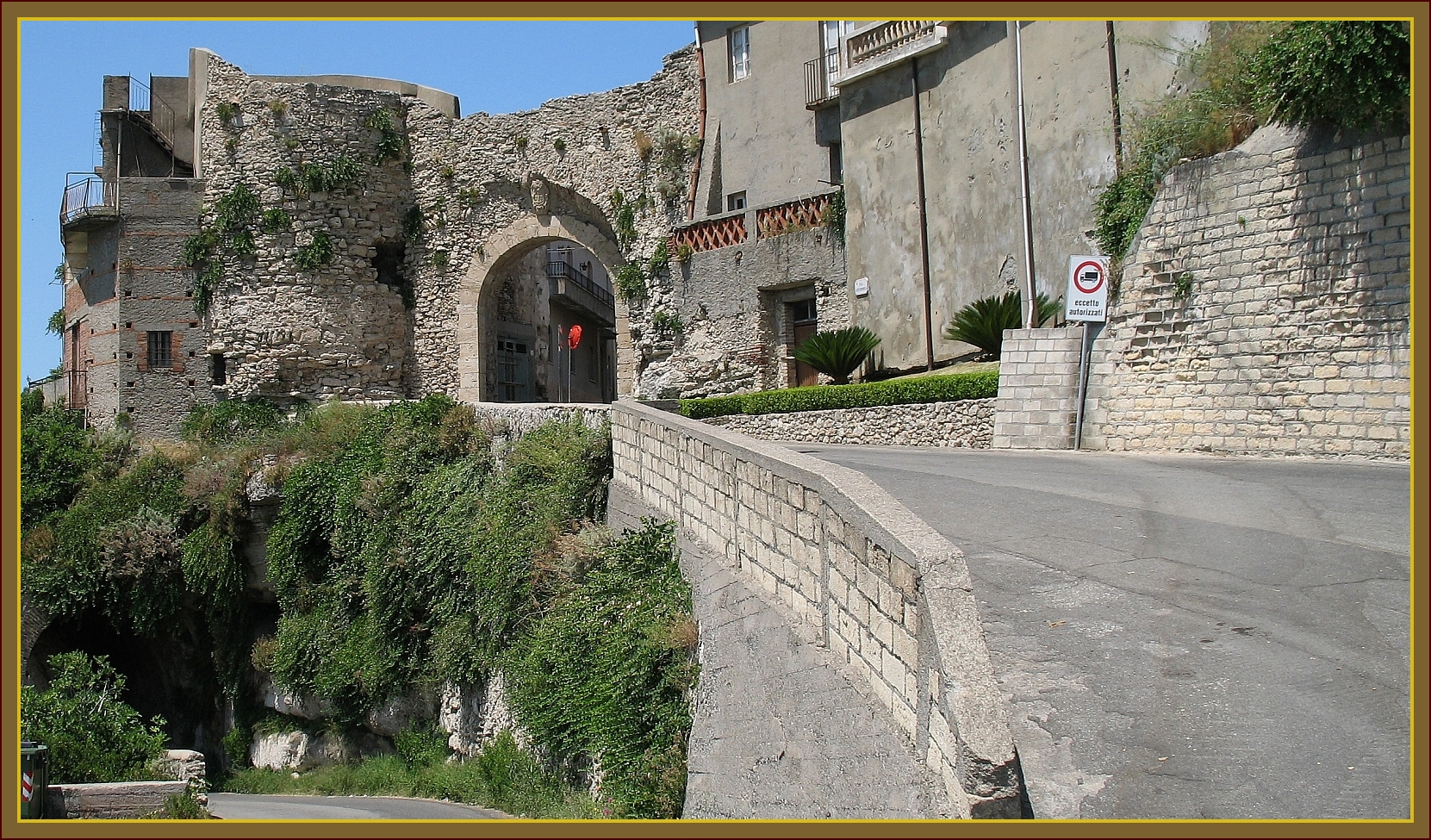
La Porte Milazzo.

Rometta est une commune italienne d'environ 6 600 habitants située dans la province de Messine, dans la région Sicile.

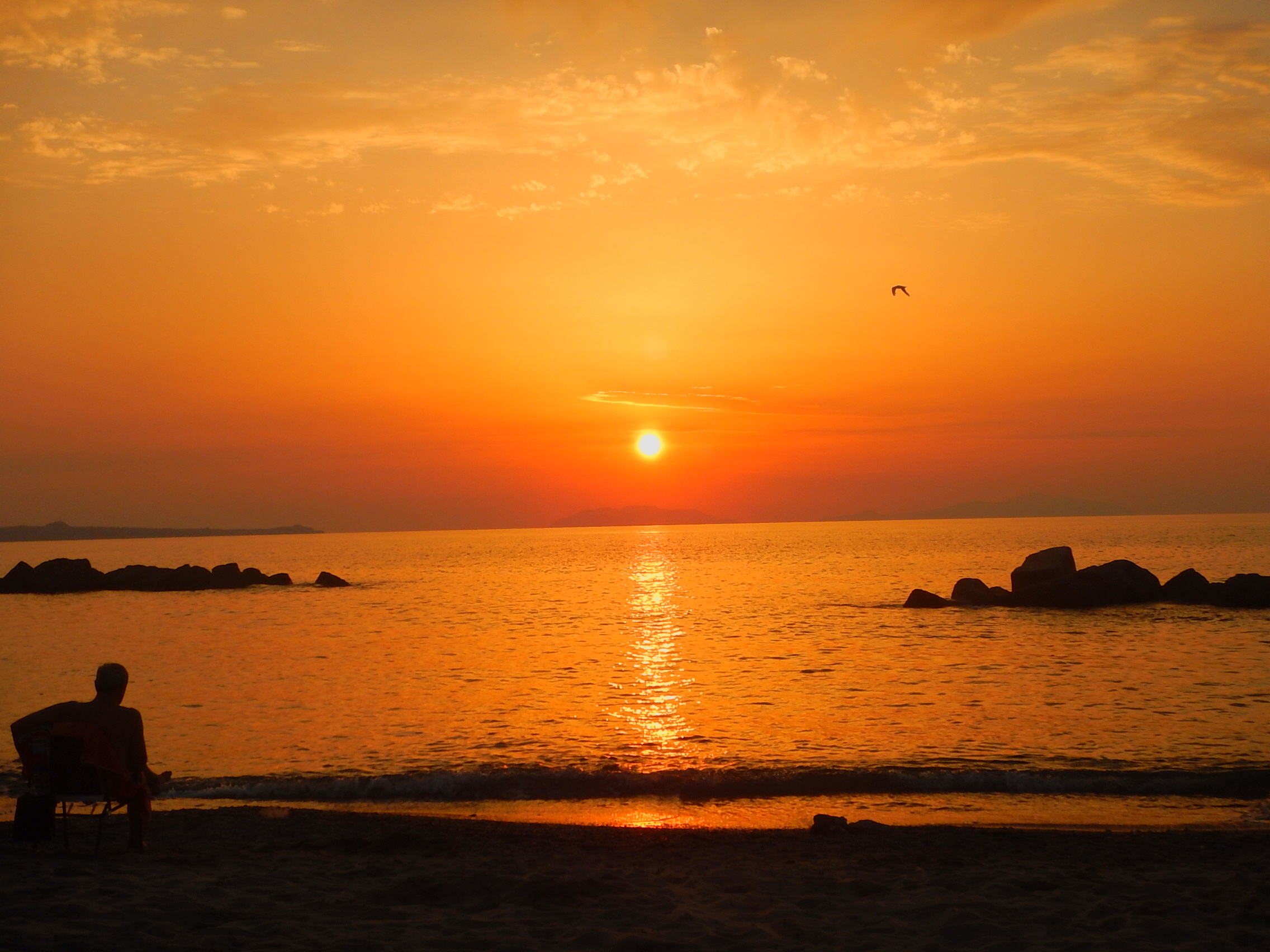
La plage de Rometta au coucher du soleil en face des îles Éoliennes et Capo Milazzo.

## Histoire
Rometta est la dernière place forte byzantine de Sicile. Alors que Palerme tombe en 831, Syracuse, capitale du thème, en 878, et Taormine en 902, Rometta n'est prise par les Arabes qu'en 965.

## Administration
| Période                                  | Période   | Identité          | Étiquette                    | Qualité |
| ---------------------------------------- | --------- | ----------------- | ---------------------------- | ------- |
| 13 juin 2004                             | juin 2009 | Enrico Etna       | Lista civica                 |         |
| 29 juin 2009                             | mai 2014  | Roberto Abbadessa | Lista civica "Amare Rometta" |         |
| 26 mai 2014                              | En cours  | Nicola Merlino    | Lista civica "VIVIRometta"   |         |
| Les données manquantes sont à compléter. |           |                   |                              |         |

### Hameaux
Rometta Marea, Gimello, Santa Domenica, Rapano, San Cono, Sotto Castello, S. Andrea.

### Communes limitrophes
Venetico, Messine, Monforte San Giorgio, Roccavaldina, Saponara, Spadafora.

## Galerie de photos

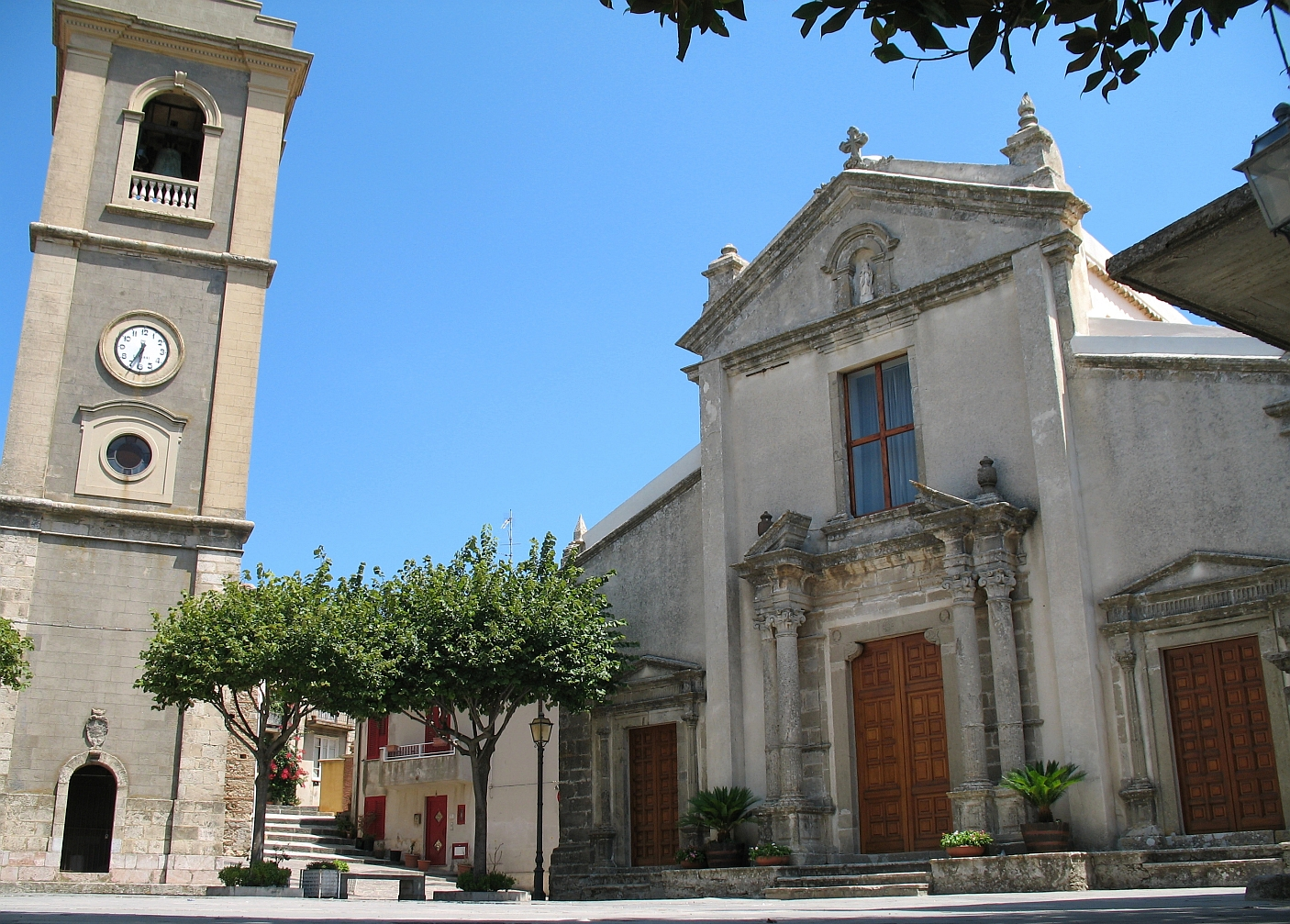
Chiesa Madre e campanile.
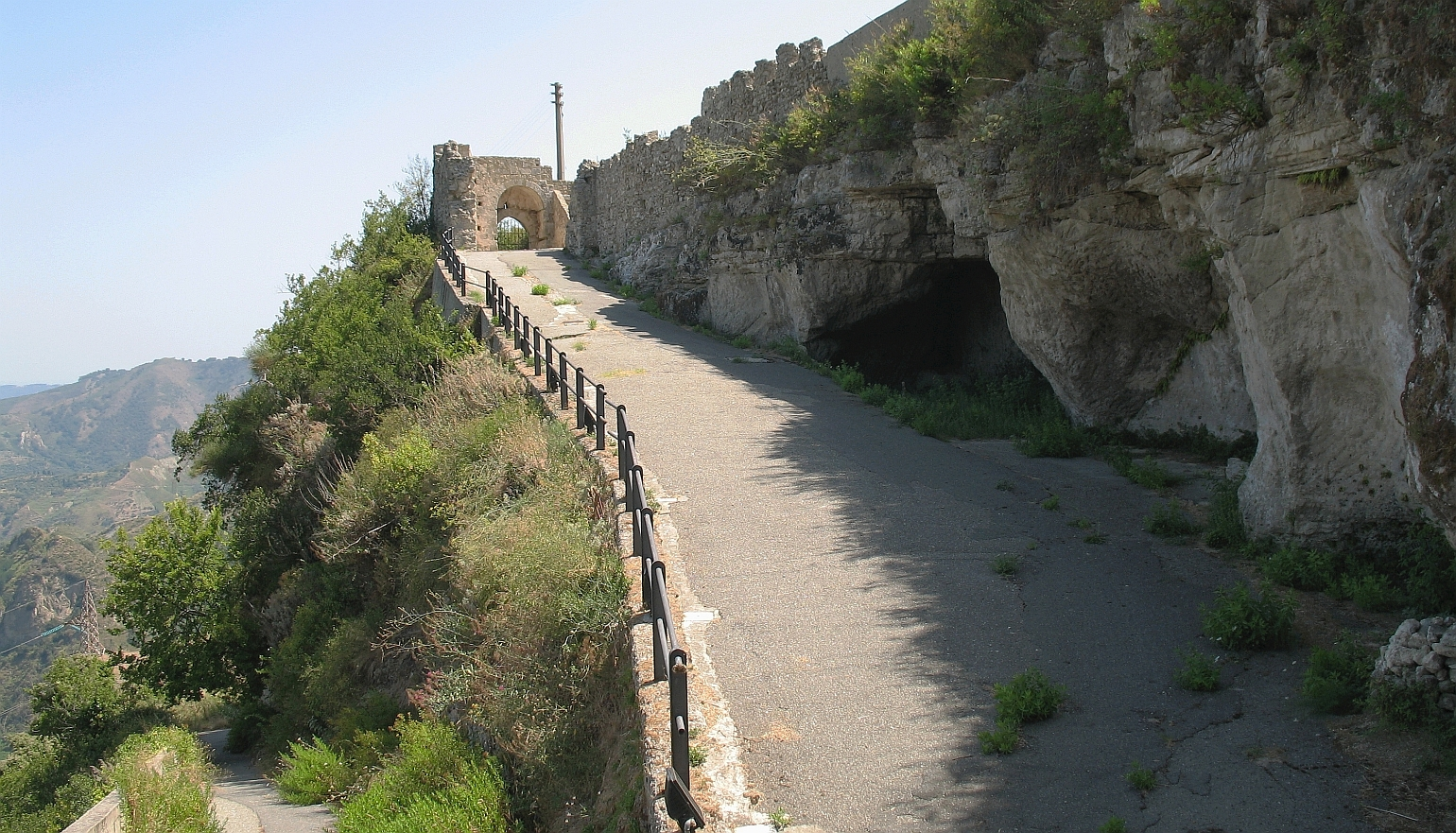
L'arc de Porta Messina visto dalla Chiesa de la Madonnina della Scala.
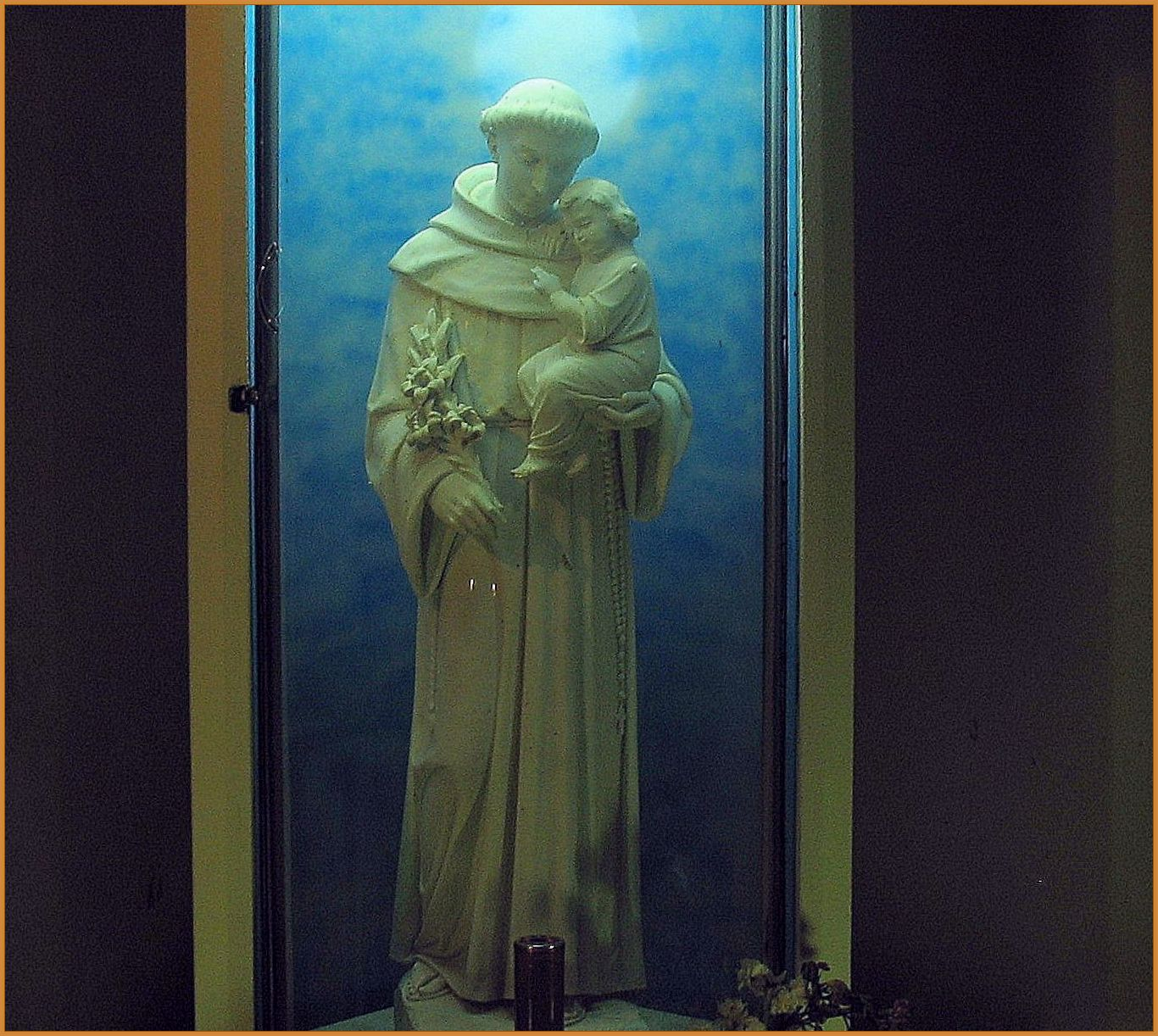
L'image évocatrice de la statue de saint Anthony Gimello installée à l'extérieur de l'église, par quelques dévots citoyens.
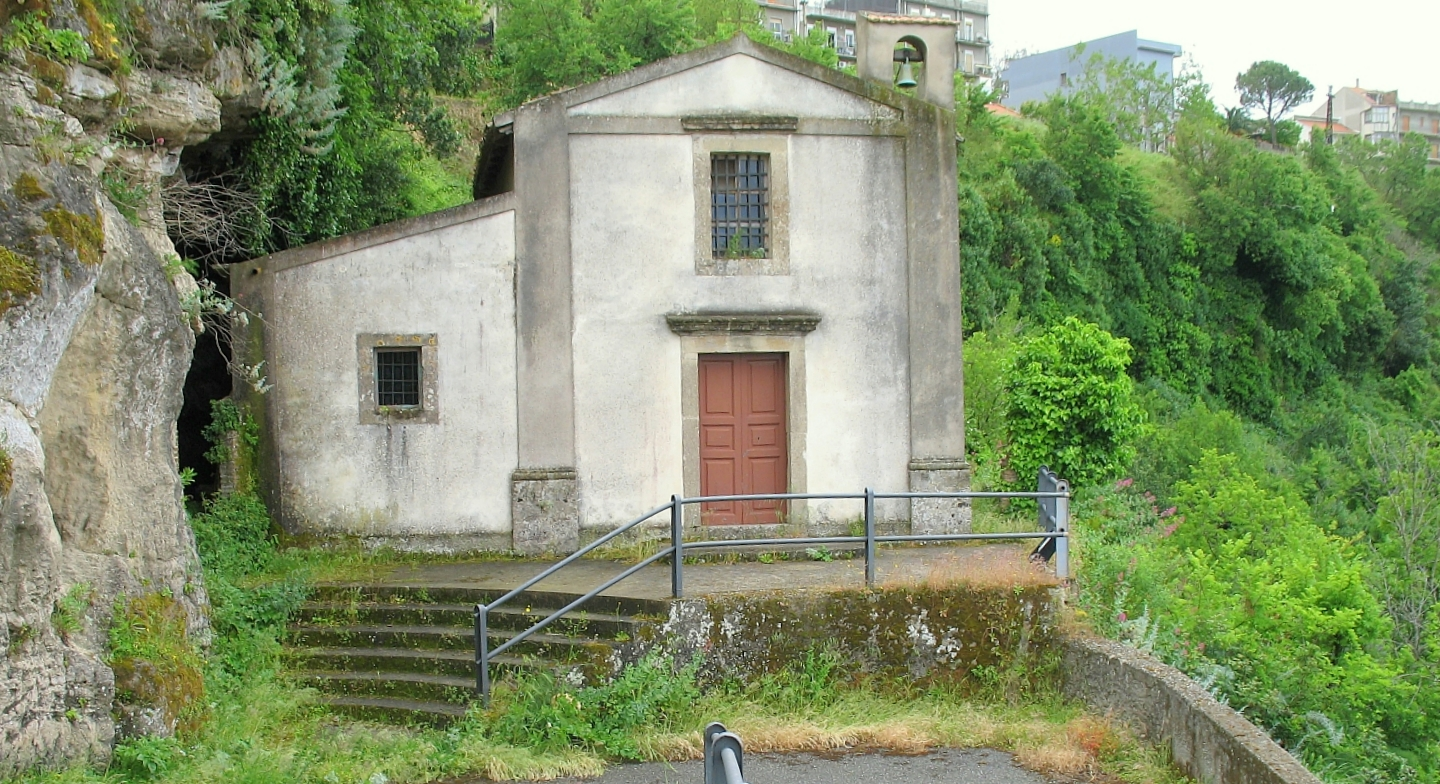
Église Madonna de la Scala.
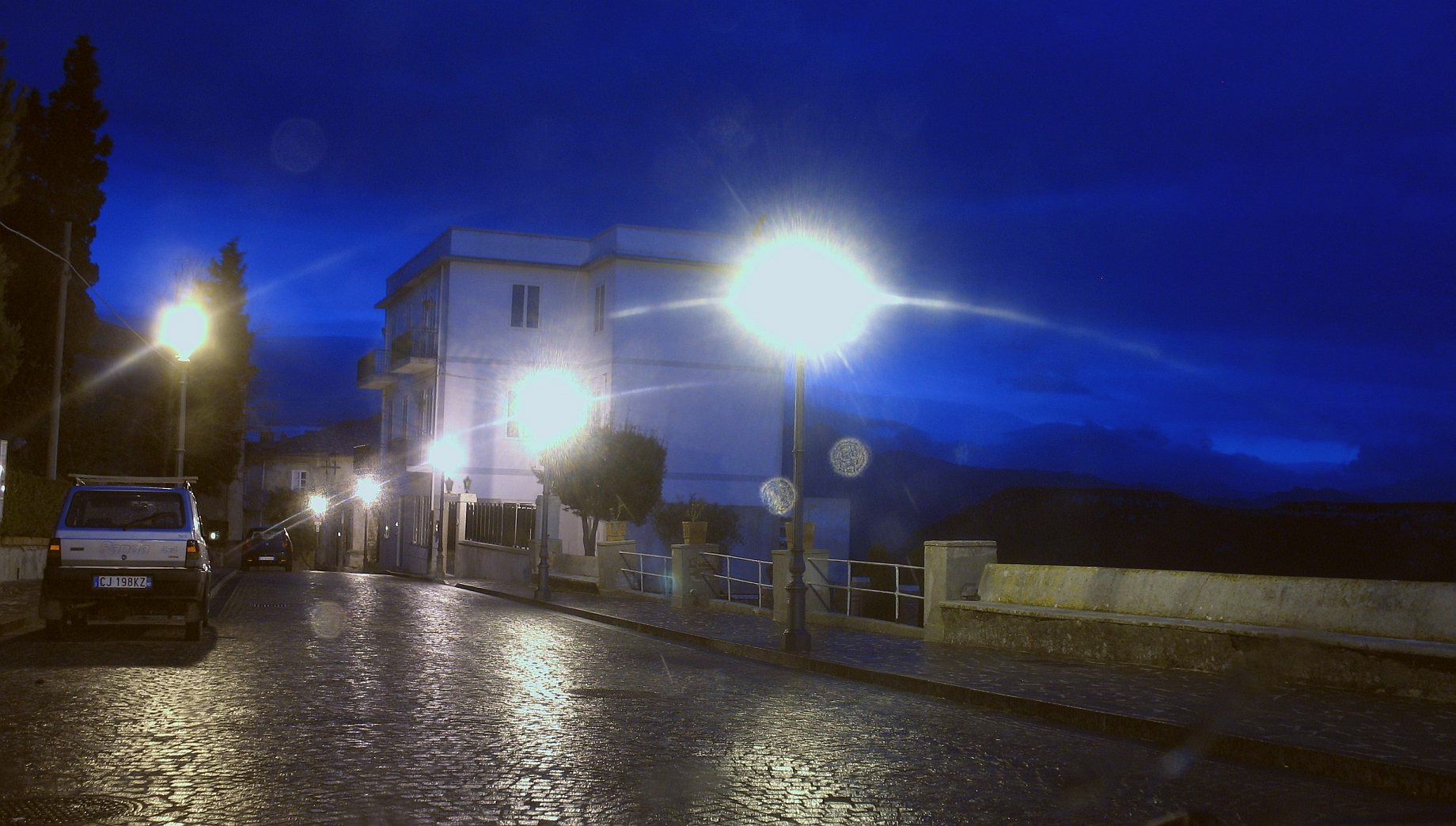
Cappuccini.
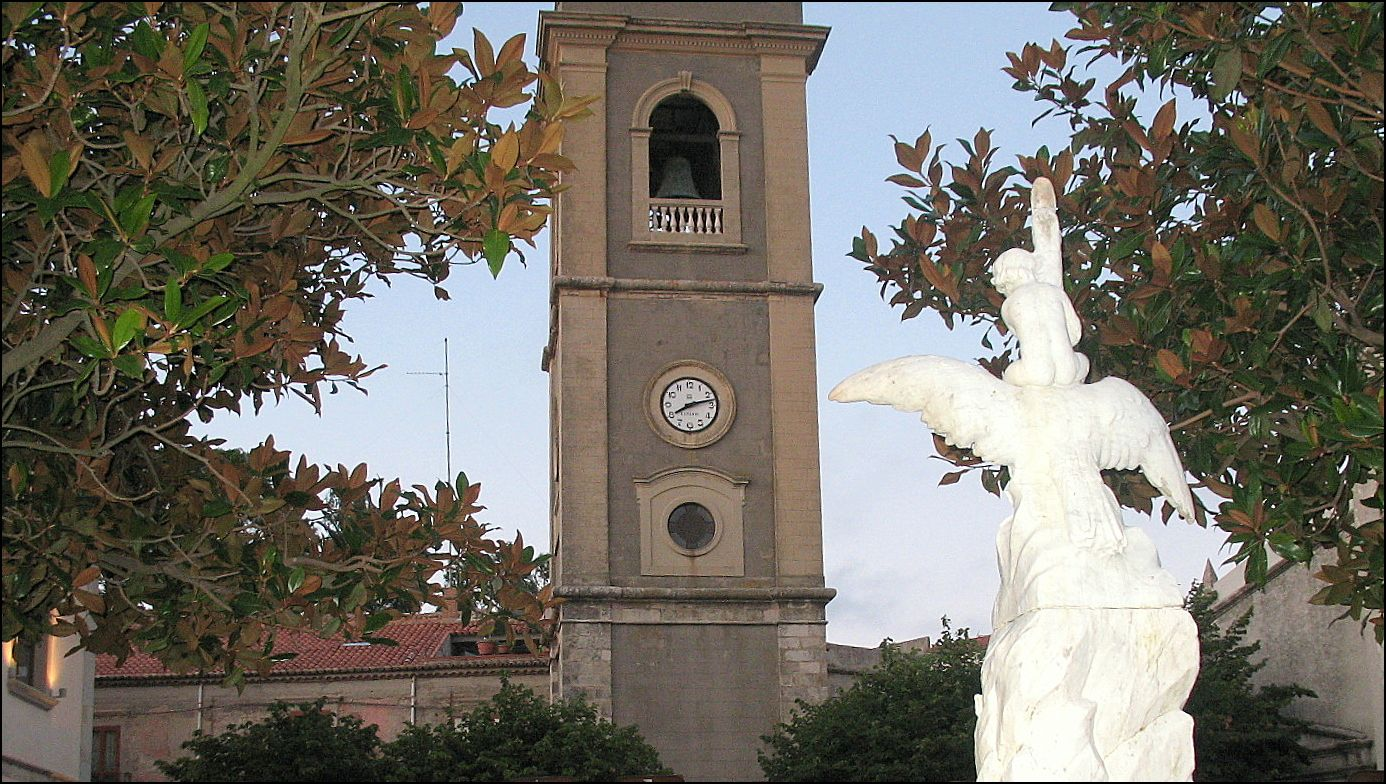
Campanile.
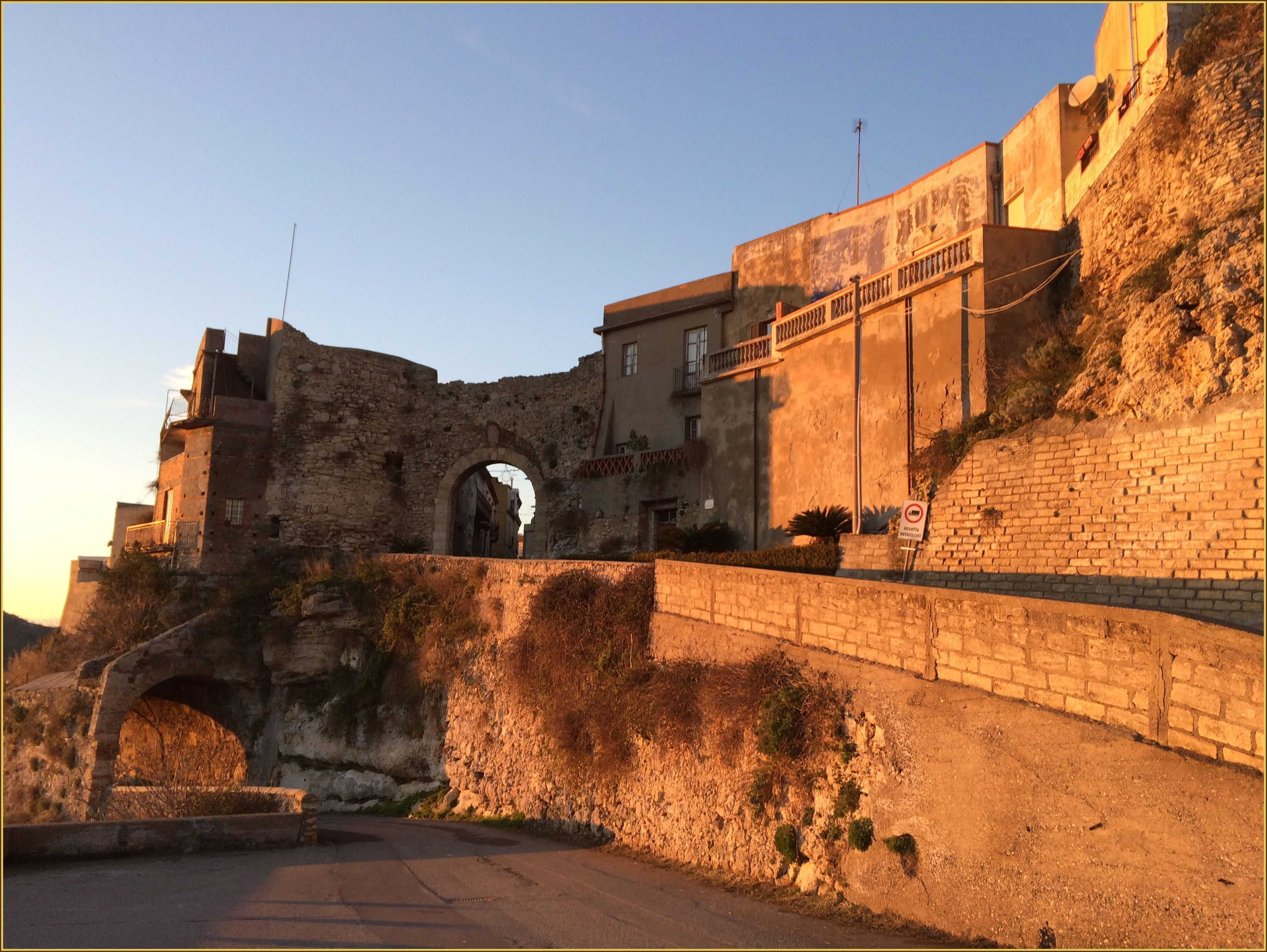
Port Milazzo.
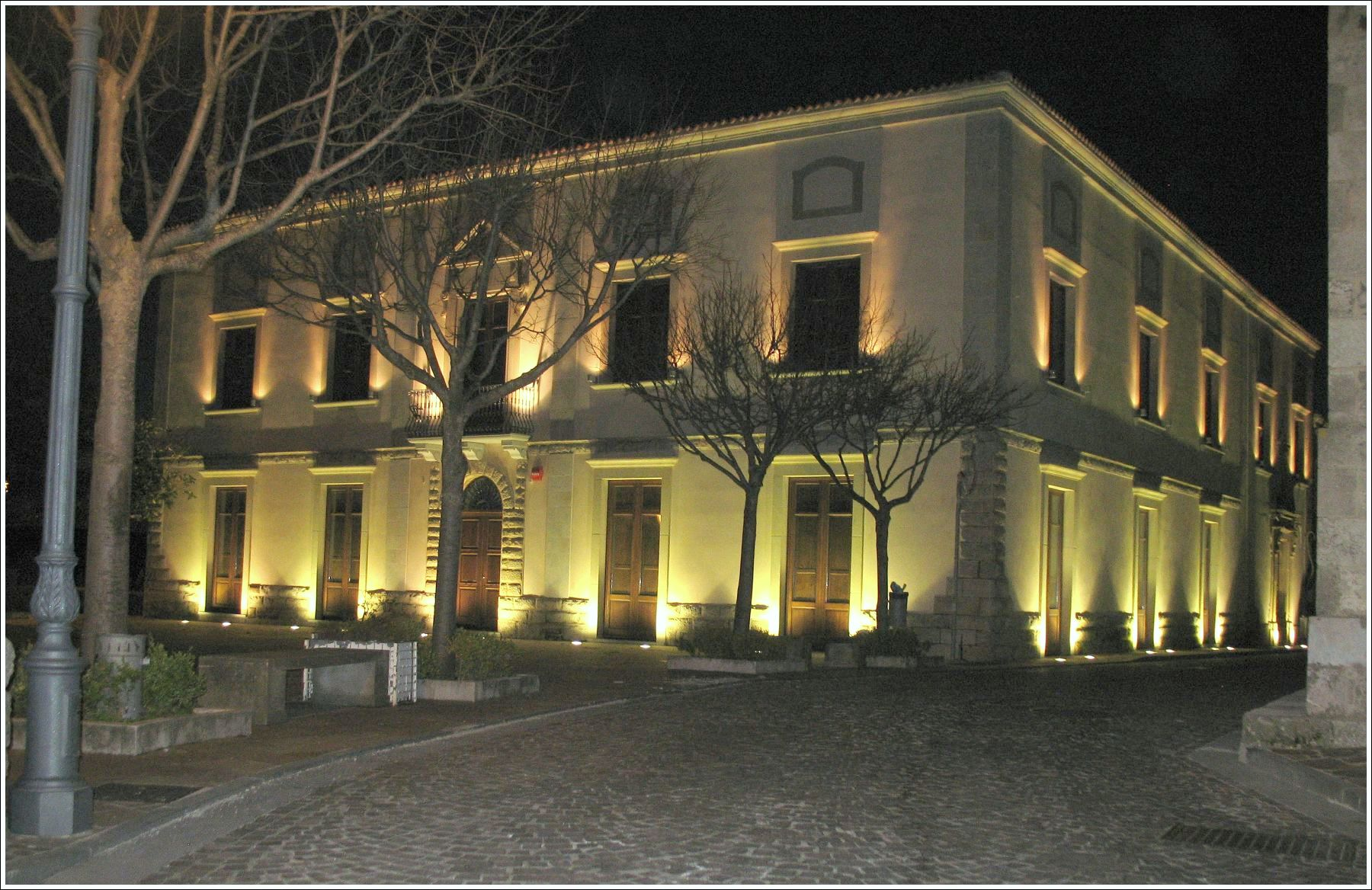
Mairie.